# Groenland-Septentrional
Le Groenland-Septentrional (Nordgrønland en danois et en groenlandais Avannaa, littéralement « Nord ») était le nom d’un des trois anciens comtés (amter) du Groenland, avec ceux de Kitaa au sud-ouest et Tunu au sud-est. Qaanaaq, la seule ville du comté, en était le siège. Ce découpage a été changé le 31 décembre 2008 ; le territoire a été en partie incorporée dans la municipalité de Qaasuitsup, et en partie dans les zones non-incorporées.

## Géographie
Situé à l’extrême nord du Groenland, Avannaa ne compte que 843 habitants sur un territoire libre de glace de 106 700 km2, soit une densité de population de 0,007 9 habitant par kilomètre carré, la plus faible du monde pour une subdivision administrative de cet ordre. La superficie totale d’Avannaa, en incluant la calotte glaciaire, dépasse 500 000 km2. Avannaa possède une plus grande proportion de terre dégagée de glace (par exemple, la terre de Peary) que les autres zones du Groenland à cause de sa situation géographique : les précipitations y sont très faibles.

## Subdivisions
Avannaa est divisé en une municipalité et deux zones non-incorporées :
- la municipalité de Qaanaaq ;
- la base aérienne de Thulé (Pituffik), enclavée à l’intérieur de la municipalité de Qaanaaq ;
- le Parc national du Nord-Est du Groenland, nord du comté.

## Activités locales
La chasse aux phoques est la plus importante source de revenu dans cette partie du Groenland. Durant la période hivernale, quand les fjords fondent, les traineaux sont un moyen de transport efficace pour les pêcheurs et les chasseurs.

## Faune et flore
À Avannaa, la vie animale se limite aux renards et aux lièvres, mais cette partie du Groenland y est aussi végétative. On observe également plusieurs spécimens d’oiseaux dont le goéland et le fulmar vus à proximité des villes et des usines de poissons.